# جوناثان دايتون
جوناثان دايتون (بالإنجليزية: Jonathan Dayton)‏ هو سياسي أمريكي، ولد في 16 أكتوبر 1760 بإليزابيث في الولايات المتحدة، وتوفي بنفس المكان في 9 أكتوبر 1824. حزبياً، نشط في Pro-Administration Party (United States) ‏ والحزب الفيدرالي الأمريكي.

## مناصب
- انتخب عضو مجلس ولاية نيوجيرسي.
- انتخب الناطق باسم مجلس النواب الأمريكي (7 ديسمبر 1795 – 4 مارس 1799).
- انتخب عضو جمعية نيوجيرسي العامة.
- انتخب عضو مجلس النواب الأمريكي.
- انتخب عضو مجلس الشيوخ الأمريكي (4 مارس 1799 – 4 مارس 1805).

## روابط خارجية
- جوناثان دايتون على موقع الموسوعة البريطانية (الإنجليزية)